# Chantenay-Villedieu

Chantenay-Villedieu este o comună în departamentul Sarthe, Franța. În 2009 avea o populație de 883 de locuitori.